# Јанош Мартоњи
Јанош Мартоњи (мађ. János Martonyi; Клуж-Напока, 5. април 1944) је мађарски политичар и министар спољних послова Мађарске. Члан је партије Фидес, а функцију министра спољних послова први пут обављао је у периоду између 1998. и 2002. године. Био је представник Мађарске у групи политичара који су били задужени за писање Европског устава, који је касније одбијен.
Током априла 2007. године, мађарски медији објавили су информације о сарадњи Мартоњија и Мађарске тајне полиције током 1960-их. Између осталог, помињу се и извештаји о емиграцији мађарских грађана у земље западне Европе.
Од 1988. Јанош држи предавања на Будимпештском универзитету и члан је Европске академије наука и уметности.
Дана 29. маја 2010. године ступио је на функцију министра иностраних послова Мађарске наследивши Ласла Ковача.